# Stil maur

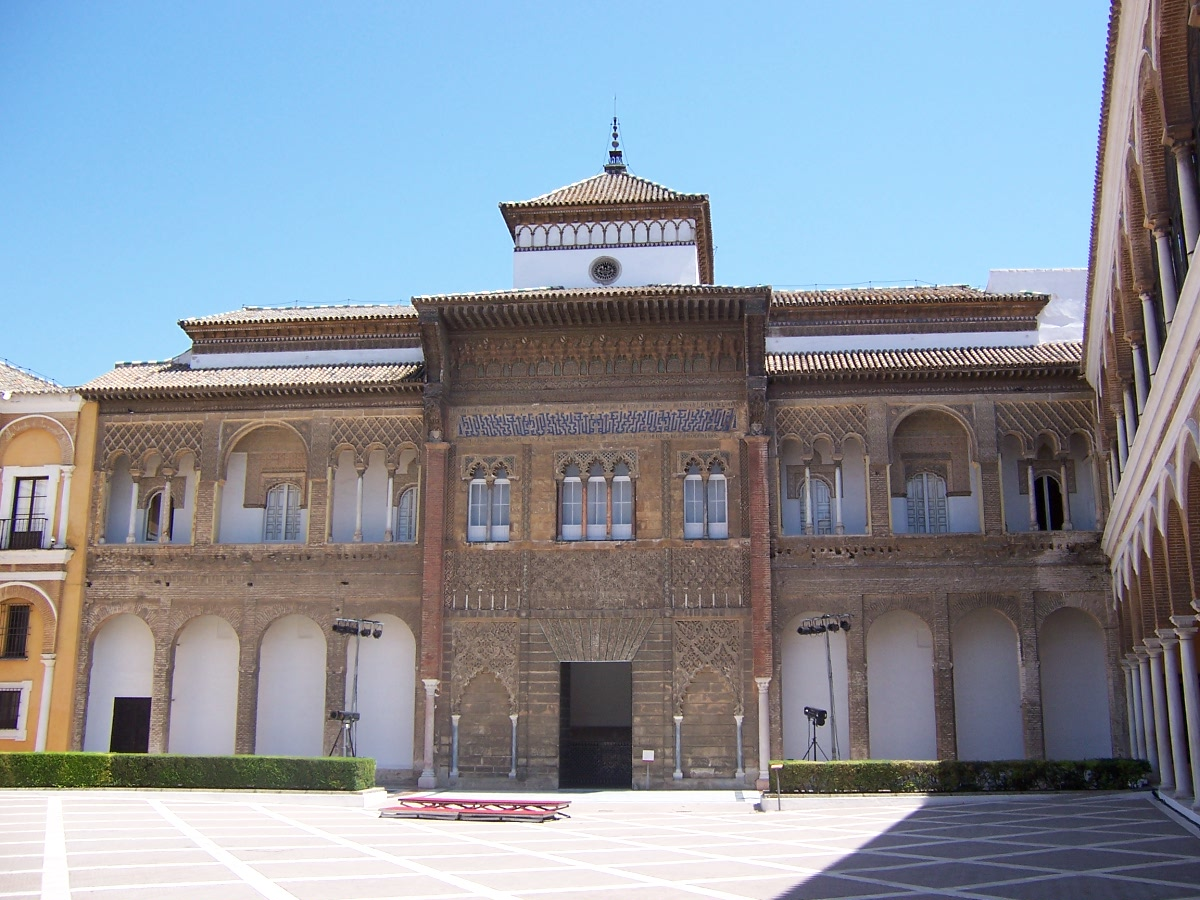
Palacio de Pedro I în interiorul cetății Alcazar din Sevilla

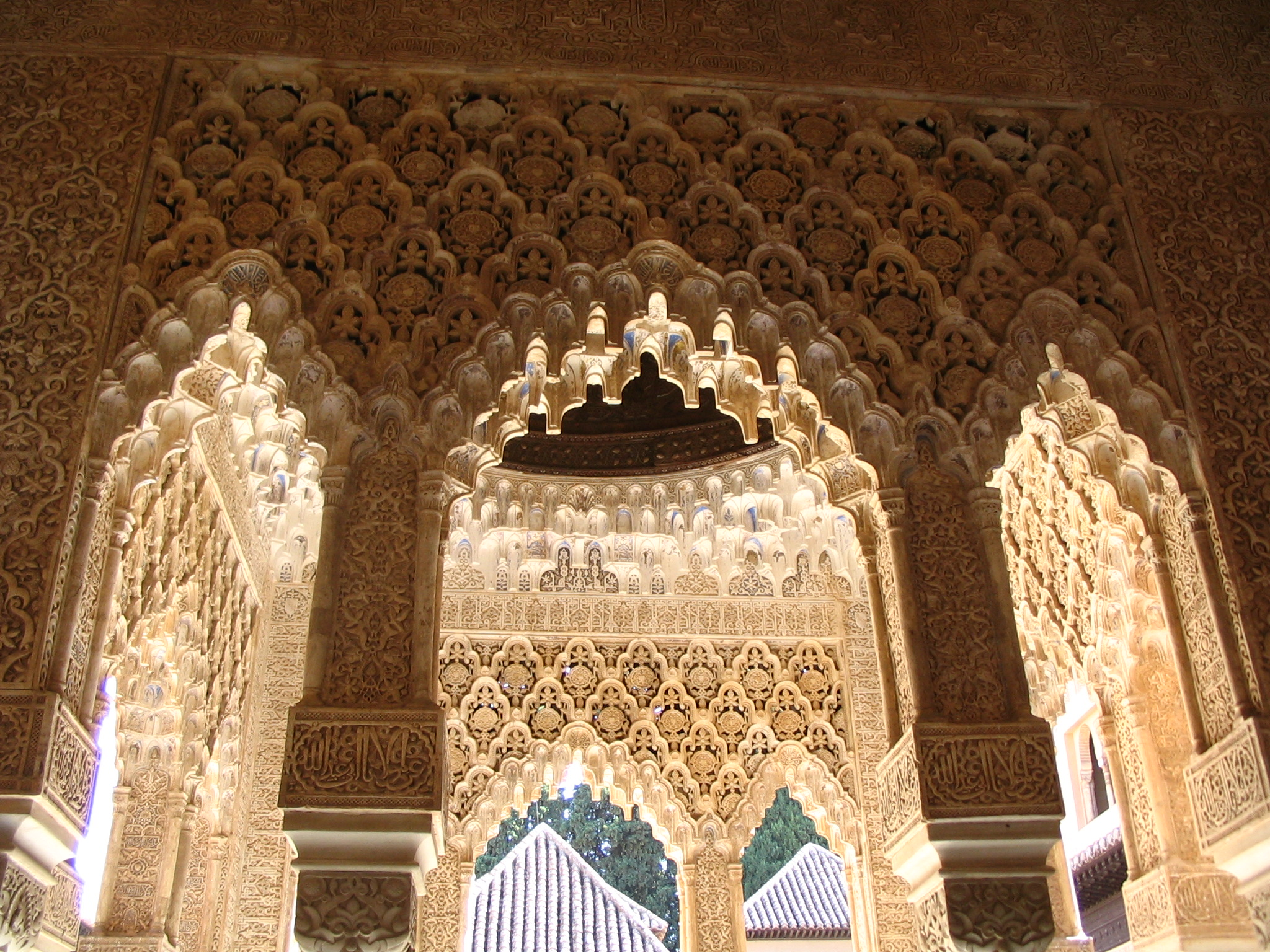
Detaliu din Palatul Alhambra din Granada, Spania

Stilul maur, denumit și Artă mudéjar (pronuțat mudehar), este un stil artistic dezvoltat în regatele creștine ale Peninsulei Iberice, dar care cuprinde influențe, elemente sau materiale din stilul hispano-musulman. Este vorba de un fenomen hispanic în exclusivitate, desfășurat între secolele al XII-lea și al XVI-lea, ce presupune îmbinarea curentelor artistice creștine (romanice, gotice și renascentiste) și musulmane ale epocii.
Pe de-o parte, unii istorici consideră acest stil ca fiind un epigon al artei islamice; pe de alta, este văzut ca reprezentând o perioadă din arta creștină în care apar elemente decorative islamice, dat fiind faptul că cei care îl pun în practică sunt mudejarii sau maurii. Aceștia din urmă constituie populația de religie musulmană și cultură arabă ramasă pe teritoriul regatelor creștine în urma Reconquistei și cărora, în schimbul plății unui tribut, li s-a permis păstrarea obiceiurilor religioase și a unui statut juridic propriu. În ciuda acestor considerații, se poate spune că arta mudejár nu poată fi revendicată nici de istoria artei musulmane, nici de cea a artei creștin-occidentale. Ea reprezintă nici mai mult nici mai puțin expresia artistică a societății spaniole medievale în care conviețuiau deopotrivă musulmani, creștini și evrei. 

Stilul nu este unul compact, ci prezintă caracteristici distincte de la regiune la regiune, între care se afirmă mudejárul toledan, leonez, aragonez și andaluz.

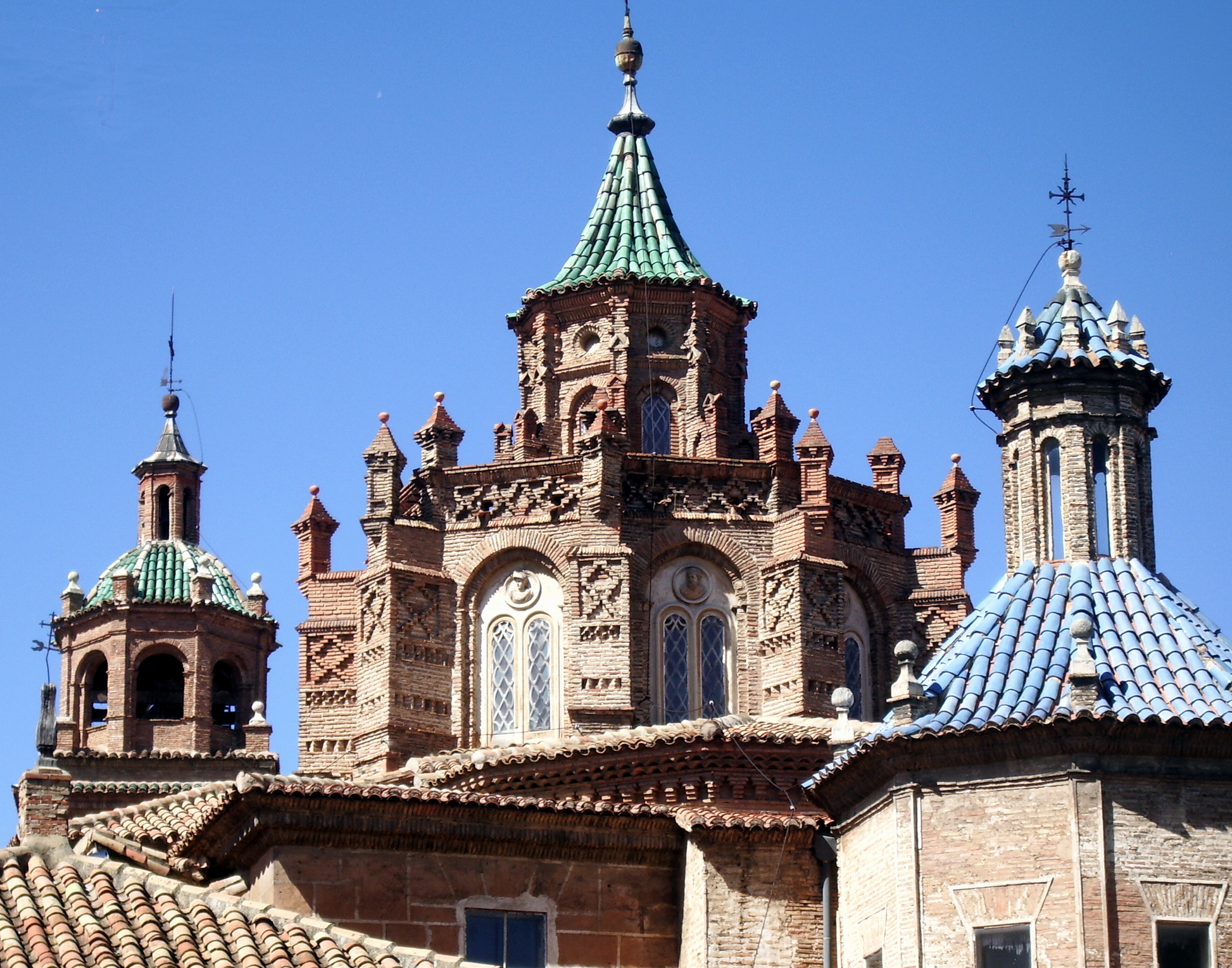
Cupola mudejár a Catedralei din Teruel

De  pe teritoriul Peninsulei iberice s-a extins până în coloniile spaniole de pe continentul american.
În secolul al XIX-lea, alături de alte stiluri supranumite revival, a apărut neomudejárul.
Termenul de „artă mudejár” a fost inaugurat în 1859 de către Amador de los Rios, cu prilejul discursului, „Stilul mudejár, în arhitectură”, la intrarea sa în Academia de Bellas Artes de San Fernando (Academia de Artă San Fernando).

## Caracteristici generale

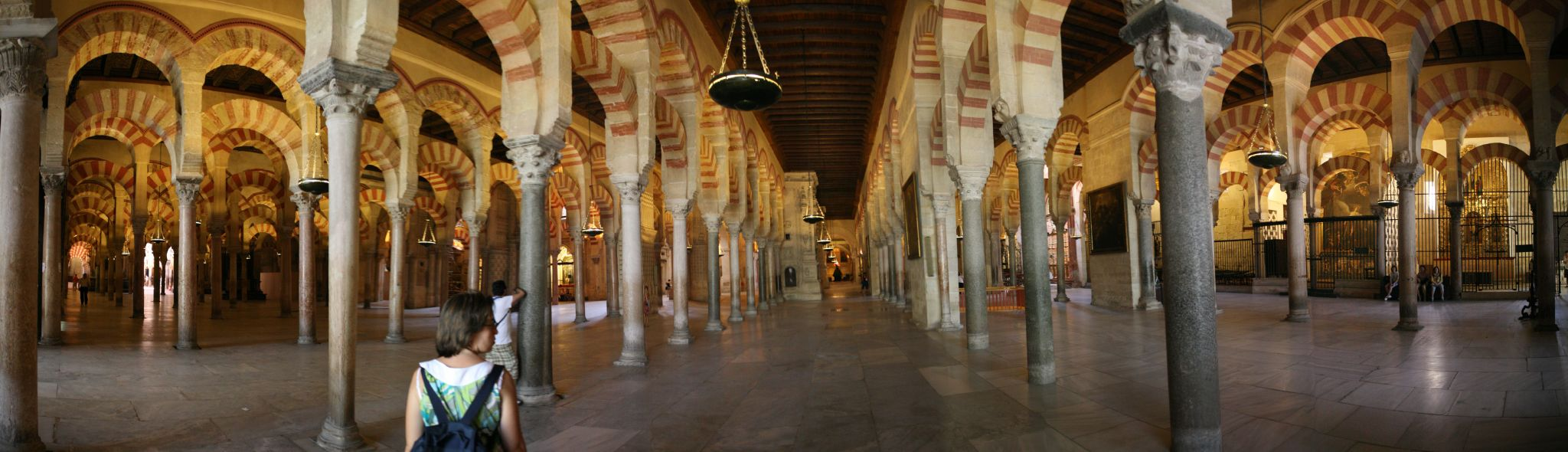
Panoramă făcută în Marea Moscheea din Cordoba, Spania

Se întrebuințează un nou tip de material, cărămida, și o nouă ornamentație, alături de elemente de construcție creștine și musulmane. Materialele, tehnica de lucru și formele artistice sunt îmbinate în așa fel încât să constituie un tot unitar. Mudejárul reprezintă o reacție națională împotriva stilurilor europene în curs de dezvoltare la acea vreme. Până în secolul al XII-lea se cultivă o atitudine tolerantă față de arhitecții musulmani, iar în secolul al XIII-lea regii creștini încep să se familiarizeze cu cultura islamică, ceea ce duce la o oarecare îndepărtare față de influențele europene și, prin urmare, la o apropiere de viața musulmană. 
Perioada de înflorire a arhitecturii mudejár în Spania are loc în secolele al XII-lea, al XIV-lea și al XV-lea, datorită calității și prețului redus al arhitecților musulmani, spre deosebire de cel al creștinilor. Arhitecții musulmani se remarcă prin măiestria cu care utilizează lemnul și totodată prin durata scurtă de execuție. Arhitectura mudejár este una ornamentală prin excelență, și introduce soluții inovatoare care vin în ajutorul arhitecturii de la acea vreme. Pentru a face economii, se utilizează materiale necostisitoare precum cărămida, ghipsul și lutul ceramic. Se deosebește de impunătoarele construcții creștine prin faptul că este un tip de arhitectură ce nu întrebuințează blocuri mari de piatră, ci zidăria din cărămidă. Bolta înaltă este înlocuită de tavanul plat sau armături.
Prima încercare de artă mudejár cunoscută s-a păstrat în zona râului Duero, ce străbate vestul și centrul Peninsulei Iberice, și este cunoscută sub numele de “mudejár romanic de cărămidă". Arhitecții musulmani urmează tiparul creștin atât în plan, cât și în înălțime, folosind pilaștri, arcade oarbe în exterior și portaluri cu arhivolte.
Cărămida se întrebuințează ca element decorativ și are ca efect reducerea în proporții a absidelor, zidurilor și a turnurilor. Astfel de edificii apar treptat în León, Segovia, Ávila. 
Adevaratul mudejár se dezvoltă începând cu secolul al XIII-lea până în al XV-lea și are ca nuclee mai importante orașul Toledo, Andaluzia și valea râului Ebru. În această epocă deține locul întâi între curentele artistice dezvoltate în paralel și tot atunci se produce contactul între stilurile europene și cele musulmane. Se construiesc din ce în ce mai multe tipologii diferite cum este cazul bisericilor, sigagogilor și moscheilor ce au în comun stilul mudejár.
Se începe ridicarea unor turnuri zvelte pentru bisericile din Aragon ce se aseamănă cu minaretele musulmane. Are loc o fuziune de elemente de construcție și ornamentație, de elemente creștine și musulmane, ce corespunde celei dintre spiritualitățile celor două Spanii. Școala de traductori din Toledo și figura lui Alfonso al X-lea sunt exemplul cel mai reprezentativ al acestei culturi. 
Cea mai reprezentativă formă de artă mudejár pentru Spania este cea din epoca medievală, care nu se remarcă prin grandiozitate, ci prin stilul neobișnuit și un plus de personalitate. Această notă aparte este dată de situarea între cele două culturi: între nordul creștin al țării și sudul musulman. Se pot distinge diverse tipuri de mudejár:
- Romanic de cărămidă : León, Valladolid, Ávila, Segovia
- Artă mudejár: de la râul Tajo până în Portugalia
- Extremadura
- Andaluzia: Sevilia și Cordoba

Nucleul cel mai interesant este cel de pe valea râului Ebru, din Zaragoza și Teruel. Exemplu este Iglesia de San Tirso, finalizată în 1189, una dintre primele biserici spaniole la care se înlocuiește piatra și sculptura monumentală cu căramida, motiv pentru care ilustrează stilul romanic-mudejár. Se estimează ca lucrările au început în primele decenii ale secolului al XII-lea, în stil romanic din piatră. De altfel, în faza inițială, s-a lucrat în piatră și s-au ridicat coloane în absida centrală, pentru ca mai apoi să se continue cu cărămidă, iar coloanele din piatră să fie transformate în pilaștri de cărămidă. Absidele laterale s-au edificat în totalitate din cărămidă. Ceea ce atrage atenția la interiorul edificiului este că arcurile sunt în formă de potcoavă. Clădirile mudejár pornesc de la modelul celor creștine, dezvoltându-le în înălțime și folosindu-se cărămida ca material de construcție. Datorită acestui nou material, nu mai poate fi vorba de coloane, ci de pilaștri. O altă caracteristică este cupola care lasă impresia de ușurime.
Alt exemplu este Iglesia de San Martin de Aervalo în Ávila, ce se remarcă prin cele două turnuri din cărămidă, susținute și decorate de arcade oarbe ce devin goale în partea superioară. 

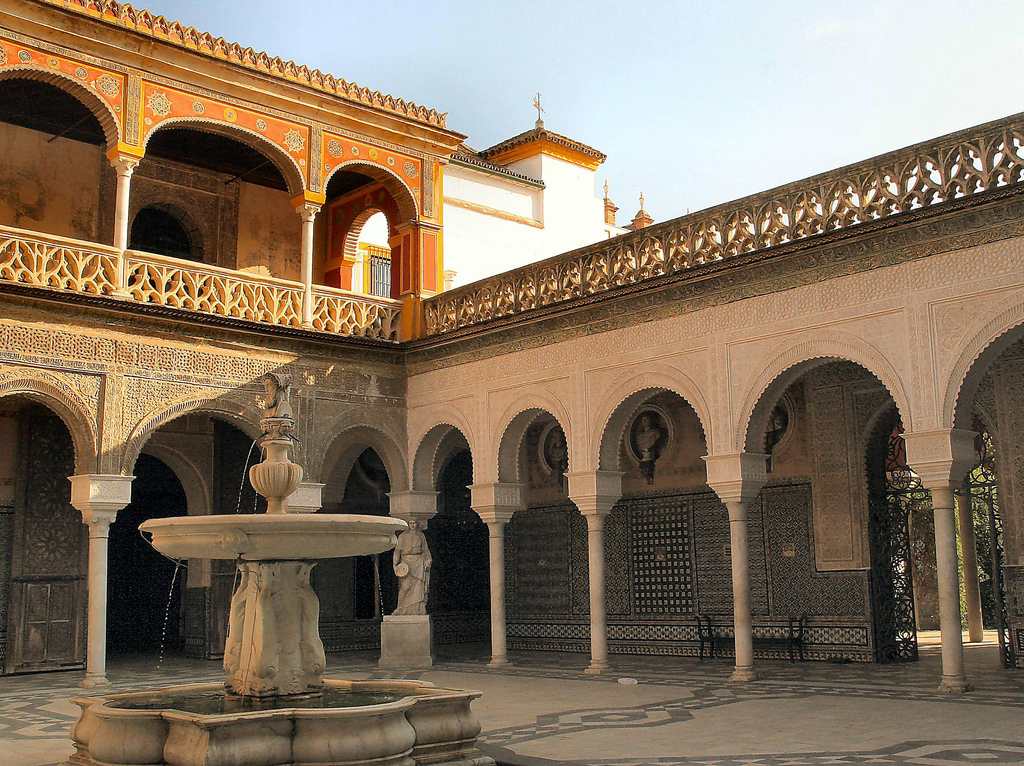
Casa de Pilatos, în Sevilia.

Ahitectura laică mudejár prezintă caracteristici similare cu cea religioasă, deși recurge mai mult la arcurile în formă de potcoavă și la cele rotunde. Ies în evidență palatele regale din secolele al XIV-lea și al XV-lea, precum cel din Sevilia și, în parte, cel din Segovia, palatul lui Alfonso XI în Tordesillas, palatele prelaților și magnaților din secolele al XV-lea și al XVI-lea, precum cel din Alcalá de Henares, palatul ducilor de Alcalá din Sevilia (cunoscut drept Casa de Pilatos) ș.a. –  toate având curți interioare înconjurate de arcade. Pe langă acestea, ar mai fi: porțile unor orașe, precum Puerta del Sol (poarta soarelui) în Toledo din secolul al XIV-lea și, în sfârșit, unele castele celebre precum Castillo de Fonseca din Segovia.

## Începuturi

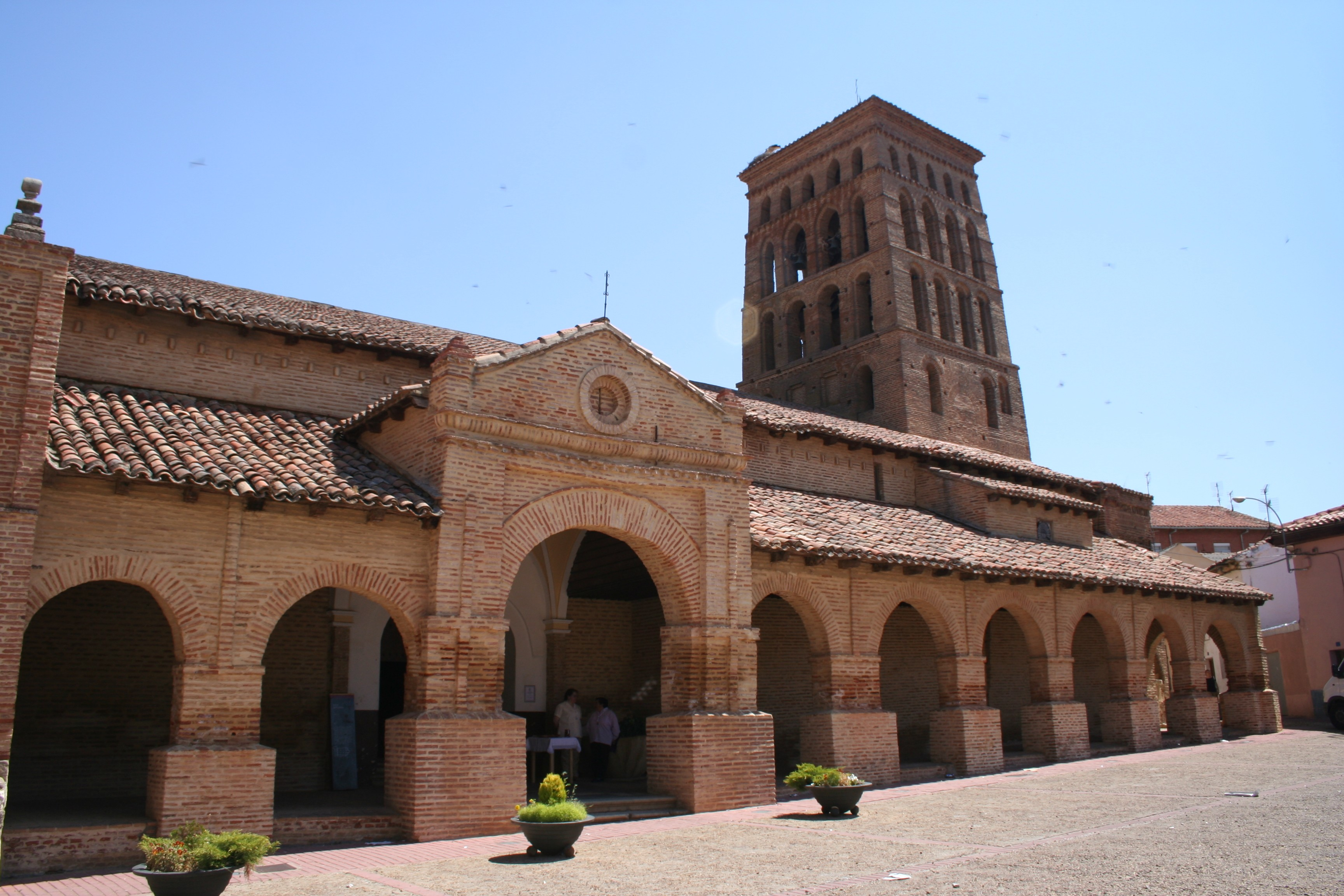
Biserica San Lorenzo din Sahagún

Apariția mudejárului datează din secolul al XII-lea și are loc în orașul Sahagún.  Datorită situării acestuia pe Drumul Sfântului Iacob, în secolele al XII-lea și XIII-lea s-a transformat într-un important centru religios și economic, unde echipe de arhitecți veniți din Toledo au lucrat împreună pentru a accelera lucrările în curs de desfășurare la acel moment în oraș. Rapiditatea acestor arhitecți în construcțiile din cărămidă s-a impus în fața celor de piatră în stil roman. 
Mudejárul se consolidează în secolul al XIII-lea și se exportă în sud și sud-vest, în ținuturi de câmpie și sărace în cariere de piatră (Zamora, Salamanca, Valladolid, Ávila, Guadalajara, Madrid și estul Segoviei).

## Evoluție
Aici, va exercita o influență semnificativă asupra situației de la frontiera mereu schimbătoare și asupra diverselor stiluri europene care pătrund în Spania și care, la rândul lor, vor condiționa stilul mudéjar. Cucerirea ulterioară a Andaluziei va da naștere unui mudejár mai tânăr și cu accente preluate direct din arhitectura tradițională. O figură de primă importanță în mudéjar este zidarul și lumea lui, în comparație cu pietrăria și cioplitorii în piatră. “Zidarul”, “arhitectul”, se folosește de cărămidă, ghips, lemn. Statutul său de “cucerit” îl transformă în mână de lucru ieftină și dispusă să construiască orice îi cere clientul său, fie acestea biserici, sinagogi, cetăți, palate. Mai târziu, creștinii se vor folosi de această tradiție. 

## Ornamentația
Fără a intra în contradicție cu modestia lor caracteristică, ornamentației i se atribuie cât se poate de mult dinamism, în măsura în care acest lucru este permis de formele  întrebuințate: carouri, solzi de pește, arcade oarbe, romburi (sebka) și cruci creștine.

## Școli

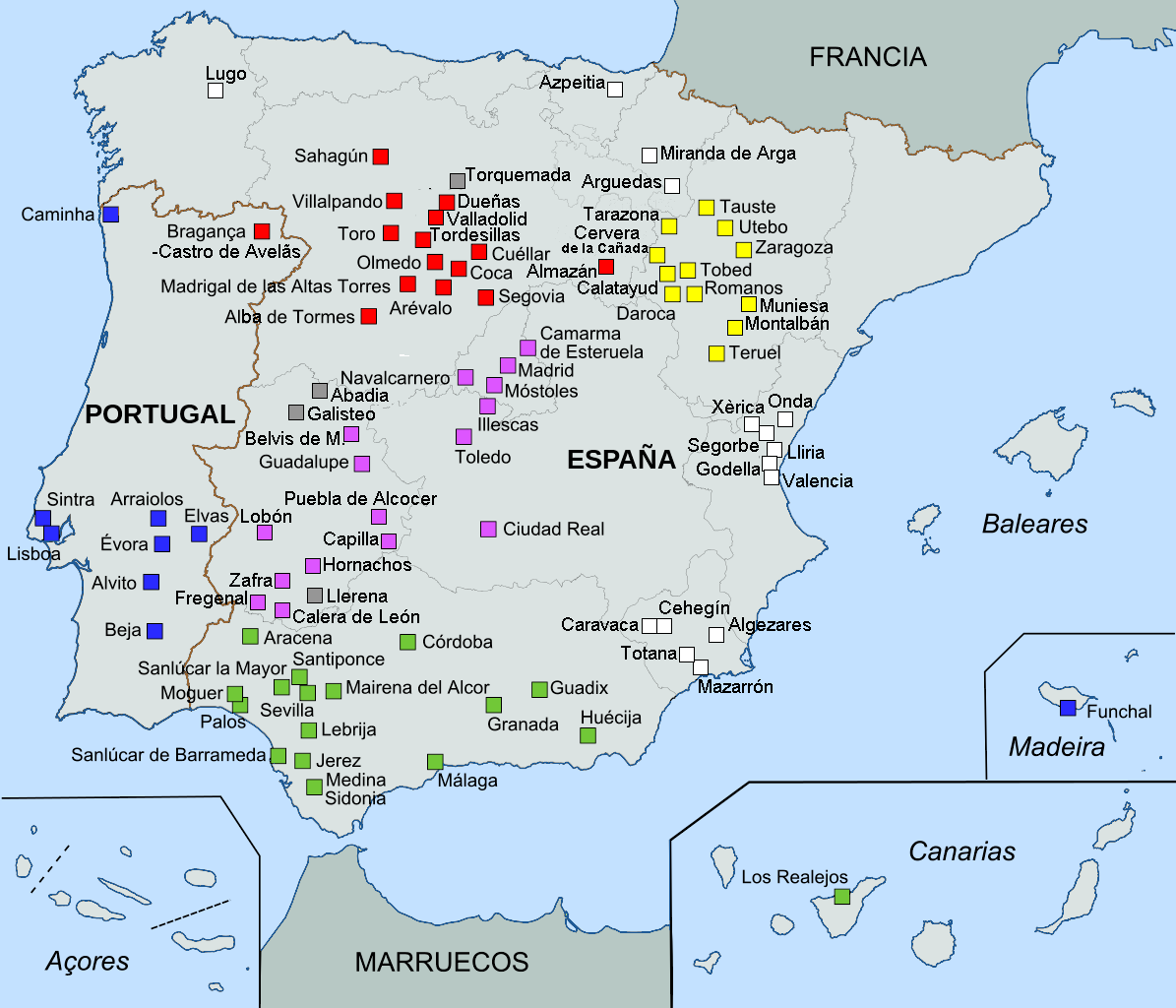
Construcţii mudejár în Spania şi Portugalia

## Nucleul leonez și castilian
Aici se găsesc cele mai vechi exemple de mudejár, cu influențe vizibile din arta romanică. Bisericile sunt cele mai numeroase. 

## Mudejár aragonez

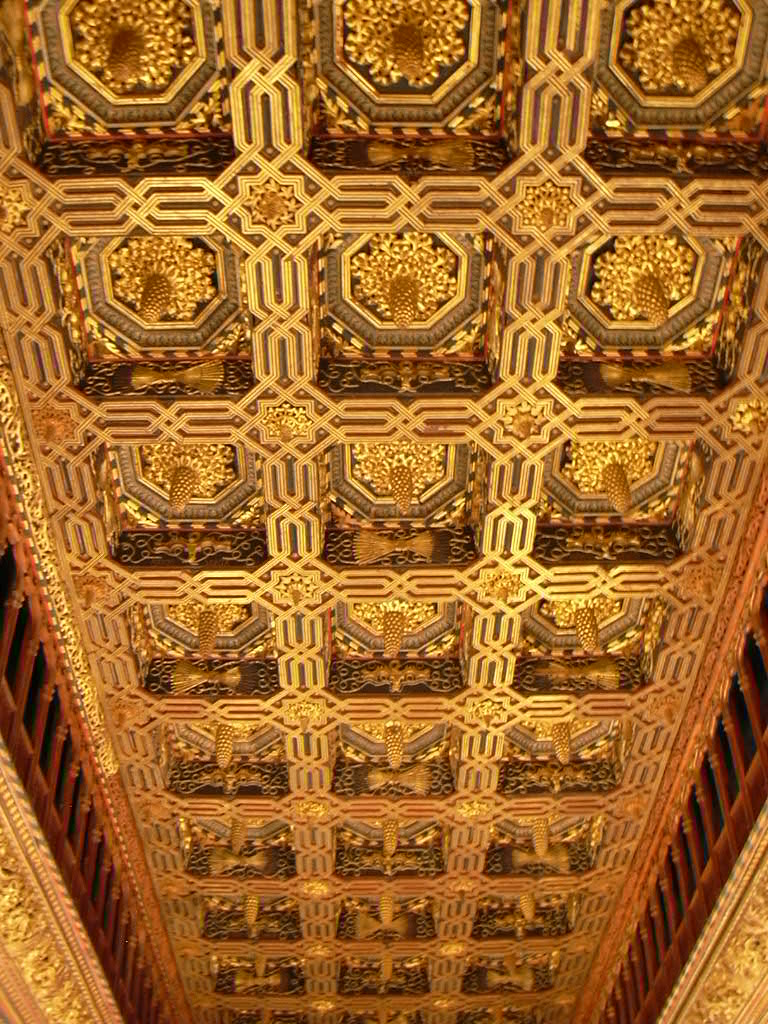
Tavan mudéjar în sala tronului de la Aljafería (Zaragoza)

Mudejárul aragonez are o personalitate distinctă prin coloratura dată de plăcile de ceramică decorate și vitrificate (numite azulejos) și nenumăratele beneficii rezultate în urma întrebuințării cărămidei. Se remarcă prin turnuri originale de biserici.
În anul 1986, UNESCO a declarat colecția de monumente mudejár din orașul Teruel drept patrimoniu al umanității. Cincisprezece ani mai târziu, în 2001, acestă trecere în patrimoniul universal a fost reevaluată pentru a include toate exemplele de mudejár din Aragon. Importanța lui a fost descrisă astfel:
„Dezvoltarea artei mudejar în Aragon în secolul al XII-lea este determinată de situația politică, socială și culturală din Spania, posterioară Reconquistei. Această artă, cu influențe din tradiția islamică, reflectă totodată variatele stiluri europene contemporane, în special cel gotic. Prezentă până la începuturile secolului al XVII-lea, se caracterizează printr-o întrebuințare extrem de rafinată și inovatoare a cărămidei și a plăcilor de ceramică (azulejos) în arhitectură, mai ales în clopotnițele bisericilor.”— Declarația despre mudejárul aragonez pe pagina oficială a UNESCO
Justificarea declarației este susținută de al patrulea criteriu de selecție al aceleiași organizații:
„Criteriul al IV-lea. Fiindcă exemplifică într-un mod excepțional o tipologie de clădire, un complex arhitectonic sau tehnologic sau un peisaj ce ilustrează o perioadă semnificativă din istorie.”— Criterii de selecție (UNESCO, Patrimoniu al umanității)

## Nucleul Toledan
Stilul toledan oferă și reunește toate formele mudejár în diferite clădiri, fără a deține însă în formele gotice strălucirea celui din Aragon. 

## Andaluzia
În Cordoba se întrebuințează piatra, pe când în Sevilia predomină cărămida, formele almohade și construcția de capele funerare. De asemenea, aici se remarcă biserici, palate și sinagogi.

## Portugalia
Și în Portugalia se păstrează exemple de arhitectură mudejár, deși în număr mai restrâns și cu o ornamentație mult mai simplă ca în Spania. Mudejárul de cărămidă apare doar la bolta Bisericii de Castro de  Avelãs, în Braganza, și se aseamană mult cu cel din Sahagún.
Un stil hibrid între gotic și mudejár s-a dezvoltat mai ales în Alentejo în secolele al XV-lea și al XVI-lea, în paralel cu stilul manuelin. Ferestrele Palatului Regal și cele ale Palatului Conților de Basto din Évora, sunt exemple tipice ale acestui stil hibrid. Elemente decorative de inspirație mudejár se găsesc în plăcile de ceramică ale bisericilor și palatelor, cum sunt cele de secol XVI importate din Sevilia și care împodobesc Palatul Național din Sintra. Tavane de lemn în stil mudejár apar în bisericile din Sintra Caminha, Funchal, Lisabona, precum și în alte părți. 

## Opere mudejár

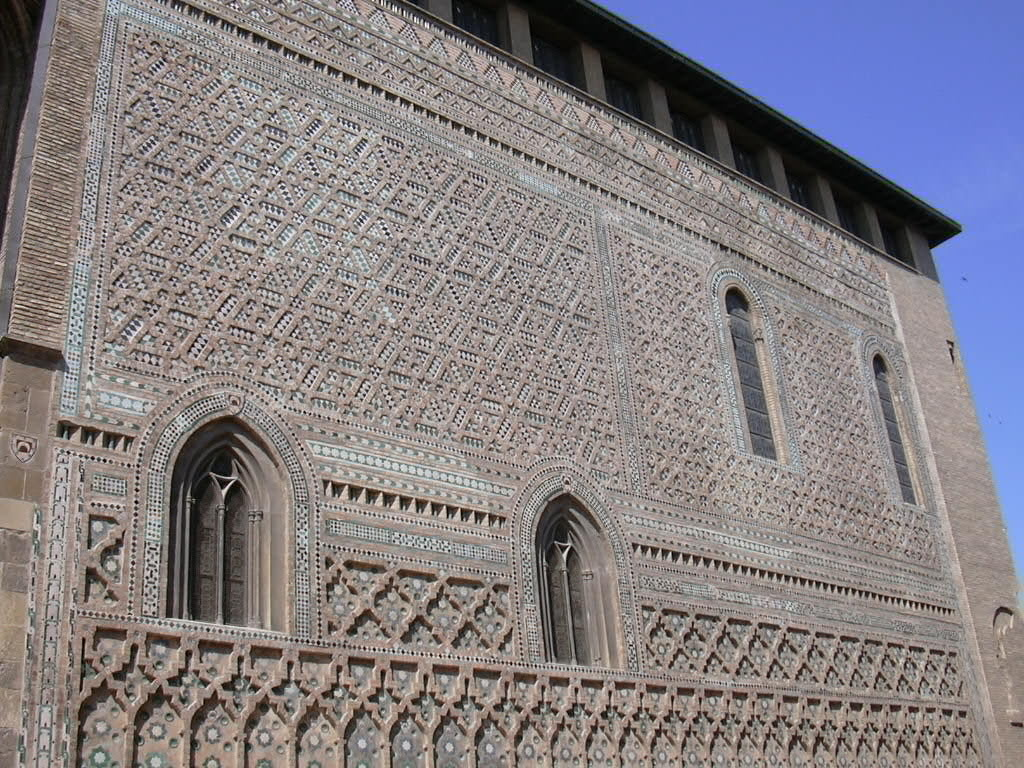
Catedrala "La Seo" în Zaragoza

- Turnurile mudejár din Teruel, Catedrala din Teruel, Tauste, Ricla, Calatayud, Daroca și Catedrala din Tarazona
- Turnuri de biserici din diferite localități aragoneze precum turnul Bisericii Sfântului Apostol Petru din Romanos
- Catedrala “La Seo” din Zaragoza
- Palatul lui Pedro IV și Palatul Regilor Catolici supranumit Palatul din Aljafería, în Zaragoza
- Ca o imitație a acestor exemplare, Turnul cu ceas din Miranda de Arga (Navarra)

## În Castilia și León

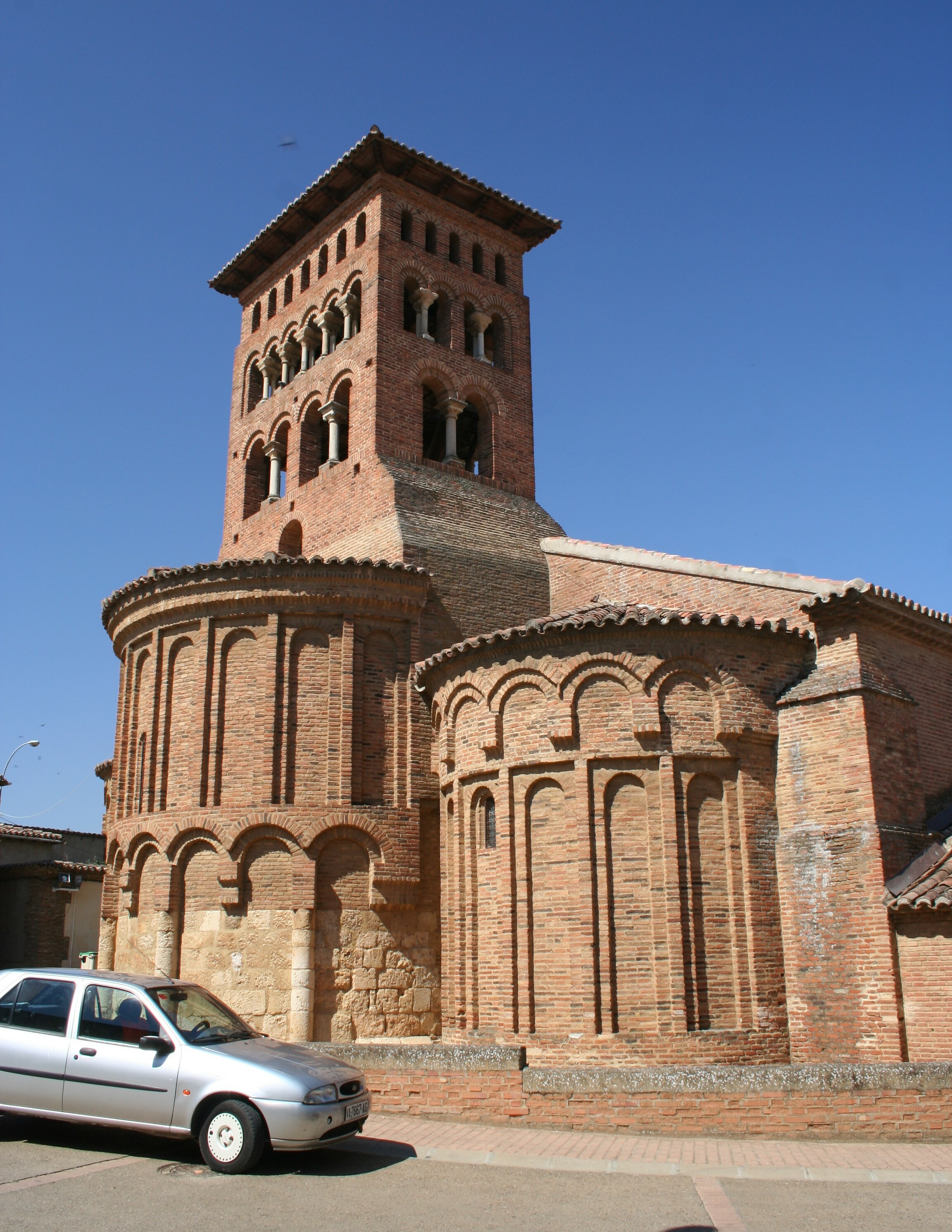
Iglesia de San Tirso în Sahagún

- În Sahagún (León), bisericile San Lorenzo, San Tirso, La Peregrina, capela La Virgen del Puente și mănăstirea benedictină
- Castillo de Coca
- Biserici de-a lungul râului Duero
- Mănastirea San Fecundo
- Palatul din Tordesillas
- Localitățile Toro, Arevalo sau Villalpando
- Guadalupe și mănăstirea de aici
- Castelul din Segovia
- În Cuellar, Biserica San Esteban, Biserica San Andrés, Biserica San Martin

## Toledo
- Biserica Illescas
- Sinagoga de tranzit
- Biserica Santa María la Blanca
- Biserica San Roman
- Biserica Santiago de Arrabal
- Biserica San Andrés

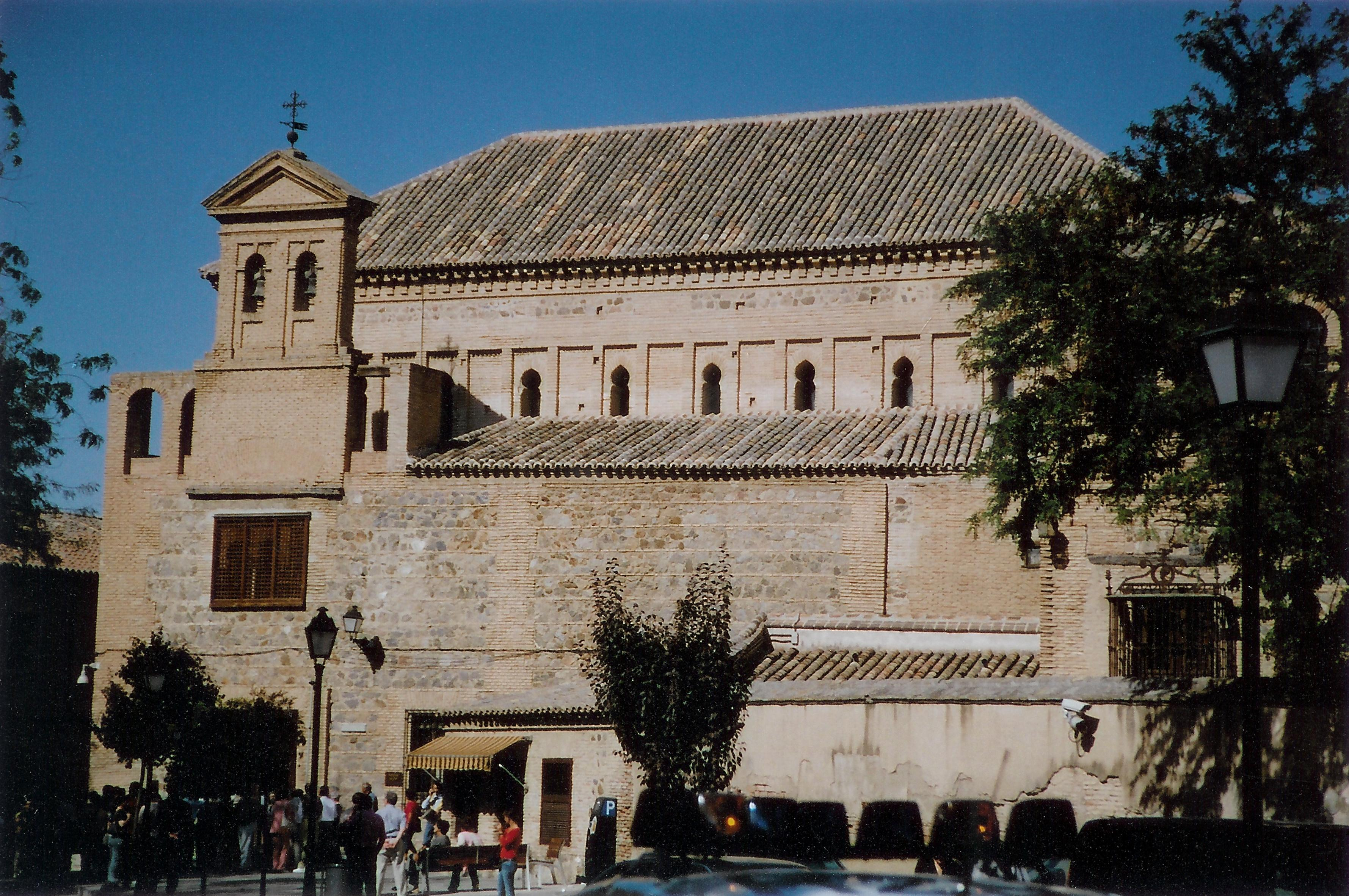
Sinagoga del Tránsito din Toledo

- Biserica San Juan de la Penitencia
- Palatul lui Pedro I
- Alte case, turnuri din Toledo (cel de San Roman, Santa Leocadia, San Miguel, etc.), biserici sau palate

## În Andaluzia și Extremadura
- Palatele regale din Sevilia
- Sinagoga din Cordoba
- Biserica San Miguel din Cordoba
- Biserica Santa Marina din Sevilia
- Mănăstirea Rábida
- Mănăstirea din Guadalupe

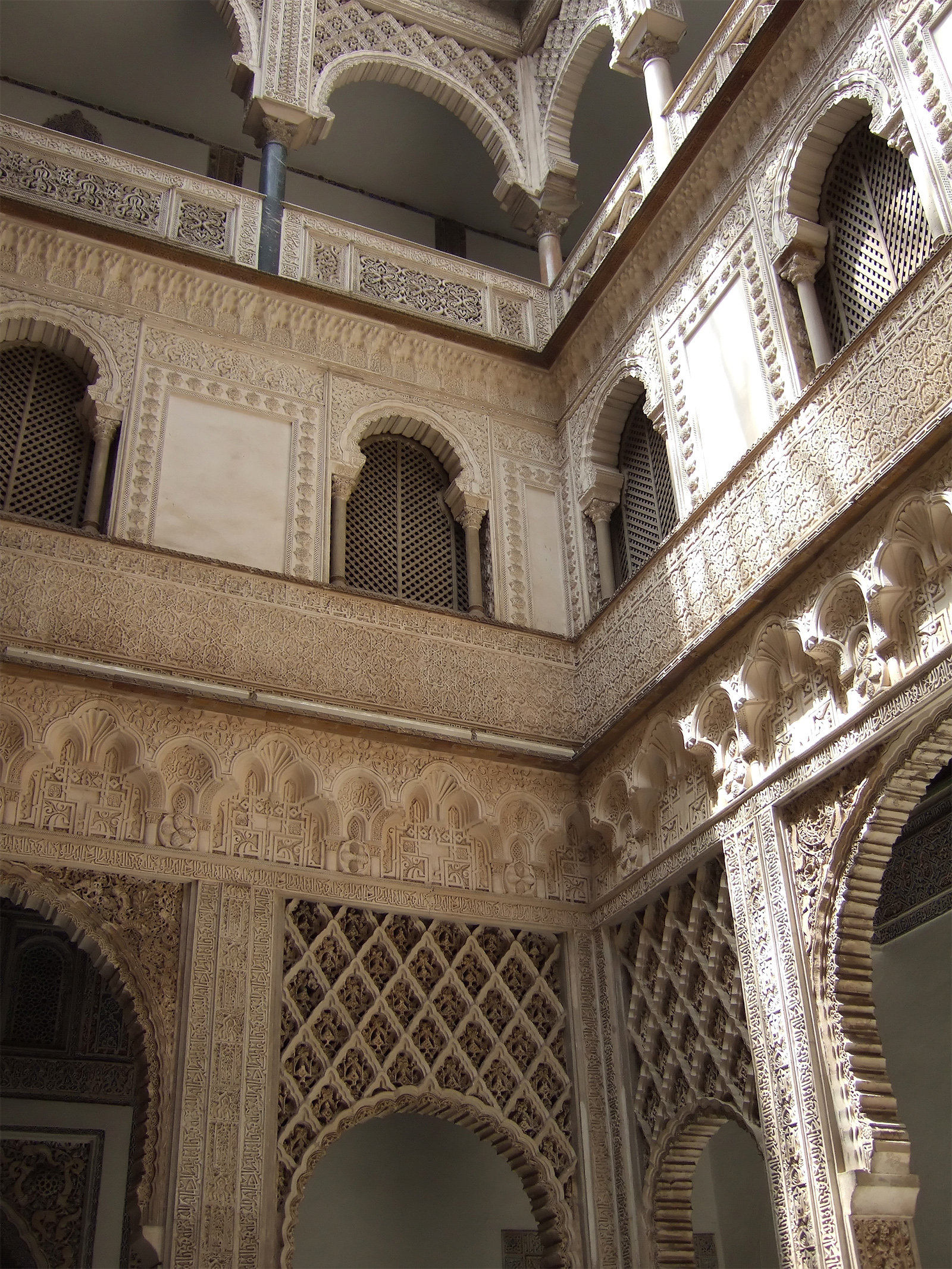
Palatele regale din Sevilia

- În Jerez de la Frontera, Biserica San Dionisio

## Portugalia
S-au păstrat importante monumente mudejár din secolele al XV-lea și al XVI-lea, fără a le menționa pe cele în stil pur manuelin, stil care la rândul său întrunește influențe musulmane. Pot fi clasificate drept mudejár:
- Palatul Cintra, din secolul al XV-lea
- Alte monumente din Évora, precum ruinele palatului lui Don Manuel I,  porticul Sfântului Francisc, poarta mănăstirii de los Loyos, etc., toate prezentând arcade în formă de potcoavă
- Altele de importanță minoră în regiunea Alentejo, unde stilul a înflorit cel mai mult.

## Sicilia
În Sicilia, pot fi considerate mudejár monumentele din epoca normandă (1072-1194), mai ales cele din Palermo, dat fiind faptul că invadadorii normanzi s-au folosit de musulmanii învinși în construirea de biserici și palate. 
Se remarcă în special biserica numită Martorana și capela palatină, ambele aflate în capitala siciliană.

## Insulele Canare și America
- Iglesia Matriz del Apostol Santiago. Los Realejos, Tenerife
- El Arco del Carmen din orașul San Cristobal de Las Casas, Chiapas, Mexico